# Bourg de Hongshilin
Le bourg de Hongshilin (chinois : 红石林镇 ; pinyin : Hóngshílín zhèn) est un bourg-canton du xian de Guzhang, dans la préfecture autonome tujia et miao de Xiangxi, à l'ouest de la province du Hunan, en République populaire de Chine.
On y trouve le géoparc national de la forêt de pierres rouges (红石林, Hóngshílín), qui a donné son nom au bourg-canton.